# Couvent de Santa Isabel la Real
Pour les articles homonymes, voir Couvent de Sainte Isabelle (Séville).
Santa Isabel la Real est un couvent du XVIe siècle, situé dans le quartier de l'Albaicín à Grenade, en Andalousie.

## Description
La cour du couvent est de plante carré, avec sept arcs sur chaque côté. La galerie a une armature mudéjar de grande qualité.
L'église a une seule nef et une chapelle majeure, avec artisanat aussi mudéjar, dans la nef, bien que gothique dans la chapelle. La tour de l'église, est élancée et son décor est fait d'azulejos mauresques.